# Jean-Louis Pons
Jean-Louis Pons (La Piarre, Francia, 24 de diciembre de 1761 - Florencia, Italia, 14 de octubre de 1831) fue un astrónomo francés conocido por ser el mayor descubridor visual de cometas de todos los tiempos: entre 1801 y 1827 descubrió treinta y siete cometas, más que cualquier otro astrónomo en la historia.

## Biografía
Jean-Luis Pons nació el 24 de diciembre de 1761 en La Piarre, en los Altos Alpes franceses, en el seno de una familia humilde, por lo que apenas recibió educación formal. En 1789 comenzó a trabajar en el Observatorio de Marsella como conserje, ganando gradualmente experiencia mientras asistía a los astrónomos. Acabó aprendiendo a hacer observaciones por sí mismo, mostrando una habilidad asombrosa en recordar campos de estrellas y notar cambios en ellos.
En su temprana carrera como astrónomo, el sencillo y confiado Pons solía ser el objeto de bromas por parte de astrónomos experimentados. En cierta ocasión, Franz Xaver von Zach le aconsejó buscar cometas cuando las manchas solares fueran visibles, dándole sin querer un muy buen consejo a Pons.
Pons descubrió su primer cometa (descubrimiento compartido con Charles Messier) el 11 de julio de 1801. Se supone  que usó telescopios y lentes que él mismo diseñó. Su "Grand Chercheur" ("Gran Buscador") parece que fue un instrumento de gran apertura y distancia focal corta, similar a un "telescopio buscador de cometas". Sin embargo Pons no era muy cuidadoso en mantener un registro de sus observaciones y sus notas son extremadamente vagas.
En 1819, Pons se convirtió en el director del nuevo observatorio en Marlia, cerca de Lucca (Italia), puesto que abandonó en 1825 para enseñar astronomía en La Specola, en Florencia.
Pons descubrió 4 cometas periódicos, dos de los cuales, 7P/Pons-Winnecke y 12P/Pons-Brooks, conservan su nombre. Otro cometa observado el 26 de noviembre de 1818 fue llamado Cometa Encke después de que Johann Franz Encke calculase su órbita y su llamativo corto periodo (aunque Encke siguió refiriéndose al cometa como el "Cometa de Pons"). Pons también codescubrió el cometa inicialmente llamado "Pons-Coggia-Winnecke-Forbes" y actualmente conocido como  27P/Crommelin, en honor a Andrew Crommelin, quien calculó su órbita.
Recibió el Premio Lalande de la Academia Francesa de las Ciencias en 1818 por su descubrimiento de tres cometas en dicho año.
Hacia 1827, la vista le comenzó a fallar y se retiró totalmente de la observación astronómica poco antes de su fallecimiento.

## Eponimia
Además de los cometas que llevan su nombre, se tiene que:
- El cráter lunar Pons lleva este nombre en su memoria.[3]
- El asteroide (7645) Pons también conmemora su nombre.[4]